# Storia di Reggio Emilia
I primi insediamenti nell'area che diverrà la città di Reggio Emilia sono testimoniati dai cimeli raccolti nel Civico Museo di paletnologia. Essi attestano che il territorio reggiano era abitato sin dall'età preistorica, ma le origini della città sono avvolte nella leggenda. Ai Liguri, agli Etruschi, ai Galli Boi, se ne attribuisce variamente la fondazione; altri, sull'autorità di Plinio, affermano che soggiogati questi ultimi dai Romani (560 di Roma) fosse dedotta da Roma a Reggio una colonia.

## Etimologia
La prima testimonianza del nome di Reggio è costituita da quattro calici d'argento di età romana imprecisata, rinvenuti nel 1852 vicino al lago di Bracciano sui quali è riportato un elenco di circa 100 tappe tra Cadice e Roma (Itinerarium Gaditanum): tra Parma e Mutina è citata Regio o Lepidum Regium.
L'origine è tradizionalmente legata al termine latino rĕgĭo (confine, regione, territorio, paese) da cui deriverebbe Regium divenuto infine Regium Lepidi in onore del fondatore Marco Emilio Lepido (console 187 a.C.).
Altra ipotesi condivisa è la sua derivazione dall'aggettivo latino regius, titolo di cui poteva fregiarsi il fondatore, tutore del giovane re d'Egitto Tolomeo V Epifane. 
Sull'eventuale origine gallica del nome si è a lungo dibattuto. Nella lingua celtica Rigion può significare "regno, dominio reale".

## Età Romana
Le prime fonti storiche scritte che parlano del territorio di Reggio Emilia sono di Tito Livio quando narra della guerra condotta nel 187 a.C.dai Romani contro i Liguri Friniates che abitavano l'Appennino tosco-emiliano.
Tito Livio scrive che il console Marco Emilio Lepido al comando delle legioni Romane inseguì, depredò, bruciò per valli e monti i Liguri fino ai monti Ballistam (Monte Valestra) e Suismontium (Pietra di Bismantova) e dopo un difficile assedio li sconfisse in battaglia in campo aperto e per questo eresse un tempio a Diana. Proseguì la lotta attraversando gli Appennini verso i territori romani (cis) e sconfisse gli altri Liguri Friniates che abitavano la Garfagnana, probabilmente passando per i passi di Pradarena o delle Forbici/Radici, visto che i passi del Cerreto/Ospedalaccio o Lagastrello danno accesso alla Lunigiana, che lo stesso Tito Livio ci dice abitata dai Liguri Apuani. Una volta sconfitti i Liguri Friniates della Garfagnana, il console Marco Emilio Lepido tornò in Emilia e diede inizio alla costruzione della via che poi avrebbe preso da lui il nome di Via Emilia e che collegava Rimini con Piacenza; su di essa sorgeranno le città di Parma, Reggio Emilia e Modena. Verosimilmente il termine Lepidum Regium potrebbe stare ad indicare il territorio oggetto della vittoriosa campagna militare condotta dal console Marco Emilio Lepido. Una riconferma degli interessi romani, per il controllo dell'alta valle del Secchia e dei percorsi appenninici reggiani, è il ritrovamento in località S.Bartolomeo/Gatta di una necropoli romana, avvenuto negli anni'70 durante l'esecuzione di lavori stradali.

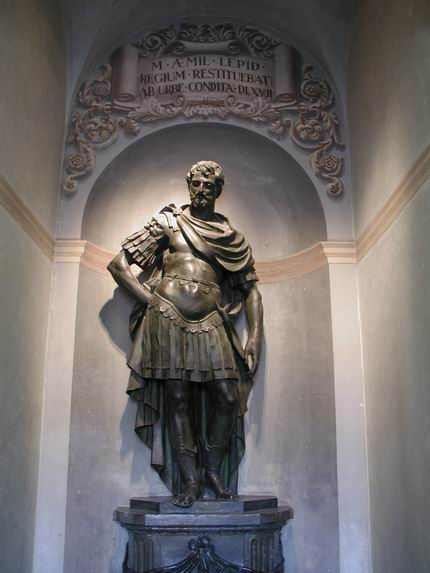
Marco Emilio Lepido

Reggio nasce quindi come presidio e difesa della via Emilia. È da considerare che in quell'epoca tutta la Pianura Padana era ricoperta da boschi selvaggi alternati da paludi malsane e corsi d'acqua minacciosi. Capitava frequentemente che i pochi avventurosi che si addentravano in questo ambiente inospitale e disabitato (per lo più mercanti), venissero assaliti all'improvviso dai Liguri che abitavano le montagne o dai Celti. Per evitare continue imboscate quindi si decise di creare un presidio stabile e sicuro, ove potessero pernottare militari e civili: così dunque nacque Reggio. Questa tesi è inoltre supportata dagli scavi fatti in città che hanno datato il primo livello della città in epoca repubblicana. Prima di questo strato non vi era nulla. Non è possibile dare una datazione precisa riguardo alla sua fondazione, tuttavia è assai probabile che essa sia avvenuta appena dopo quella delle colonie di Parma e Mutina (183 a.C.).
Scarse nella storia di Roma le notizie di Reggio Emilia. Tra gli scrittori che la citano, Festo e Cicerone la ricordano come una delle stazioni militari lungo la via Emilia. Si possono tuttavia individuare i confini della Regium: il decumano era la via Emilia, che ancora oggi attraversa obliquamente l'abitato in direzione ovest-est, il cardo invece era costituito dalle attuali vie Roma, Calderini e San Carlo. La città romana divenne fiorente e fu elevata al grado di municipio con propri statuti, magistrati e collegi d'arte.

## Cristianesimo e alto medioevo
Il Cristianesimo vi è predicato da S. Apollinare (a. 60 d.C.), ma solo dopo l'editto di Milano del 313 si hanno notizie certe di una cattedra vescovile (vedi articolo diocesi di Reggio Emilia). Si ha notizia che nel 440 la diocesi reggiana fu resa suffraganea di Ravenna per opera dell'imperatore Valentiniano III.
Verso la fine del IV secolo Reggio Emilia era così decaduta che Sant'Ambrogio l'annovera fra le città semidirute. Le invasioni barbariche ne accrebbero i danni. Alla caduta dell'Impero d'Occidente (476 d.C.) soggiacque ad Odoacre, re degli Eruli, nel 489 passò ai Goti, nel 539 agli Esarchi di Ravenna e poi (569) ad Alboino, re dei Longobardi, che la eresse a sede di un ducato.
Assoggettata dai Franchi nel 773, Carlo Magno conferì al vescovo l'autorità regale sulla città e stabilì i confini della diocesi (781). Nell'888 passò ai re d'Italia. Gravi danni ebbe a soffrire dall'invasione degli Ungari (899), che uccidono il vescovo Azzo II. Il clima di instabilità rese necessaria l'edificazione delle mura. L'imperatore Ludovico III concederà al vescovo Pietro, il 31 ottobre del 900, il permesso di erigere mura (''castrum'') nella parte centrale della città.
Intanto parallelamente all'autorità vescovile sorge quella dei conti. Azzo Adalberto, figlio di Sigifredo di Lucca, di stirpe longobarda, fonda intorno all'anno 940 il castello di Canossa, che ospita poco dopo (950) Adelaide, vedova di Lotario I, re d'Italia, fuggita dalla prigione del Garda.

## Dopo il Mille
Nel 1002 il contado di Reggio insieme con quello di Parma, Brescia, Modena, Mantova e Ferrara forma la marca del Marchese Tedaldo di Canossa, che poi divenne (1076) il patrimonio della contessa Matilde. Durante il governo di questa celebre donna il castello di Canossa fu testimone della storica umiliazione di Enrico IV, imperatore del Sacro Romano Impero, al cospetto di papa Gregorio VII durante il conflitto fra la Chiesa e l'Impero per la questione delle investiture (vedi Canossa).

## Libero Comune

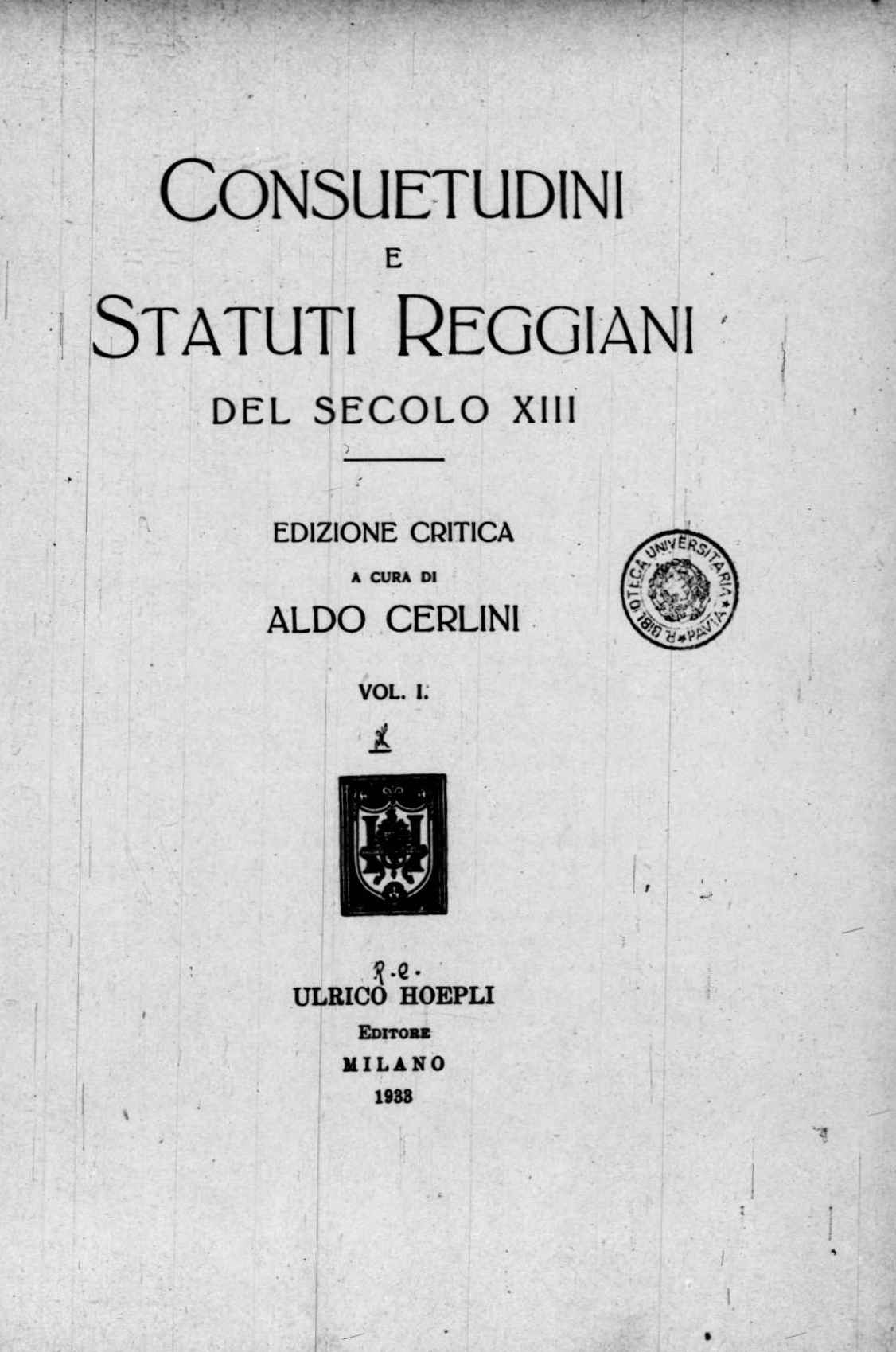
Consuetudini e Statuti reggiani del secolo XIII, a cura di Aldo Cerlini, 1933

L'umiliazione di Enrico IV fu il culmine di un processo di crisi dell'autorità imperiale in Italia a vantaggio delle libertà comunali. Il primo atto ufficiale del comune a noi giunto risale al 1136. Nel 1168 si registrano i primi contatti tra la città e la Lega Lombarda. Il giuramento contro Federico Barbarossa innanzi alle altre città lombarde si effettuerà attorno al 1170. L'esercito reggiano partecipa, nel 1174, alla difesa di Alessandria. I reggiani non partecipano alla battaglia di Legnano poiché impegnati, assieme ai bolognesi e agli eserciti di altre sette città, nella difesa del castello di San Cassiano, presso Imola, assediato dalle truppe filo-imperiali di Cristiano di Magonza. Nel 1183 la città sottoscrive il trattato di Costanza con cui il console reggiano Rolando della Carità riceve l'investitura imperiale. Il periodo di pace ebbe effetti positivi per la sviluppo civile: nel 1199 il governo di Reggio adotta dei nuovi statuti, si coniano monete, vengono aperte scuole chiamandovi celebri maestri, i commerci si intensificano e il nuovo clima di prosperità favorisce anche le arti.

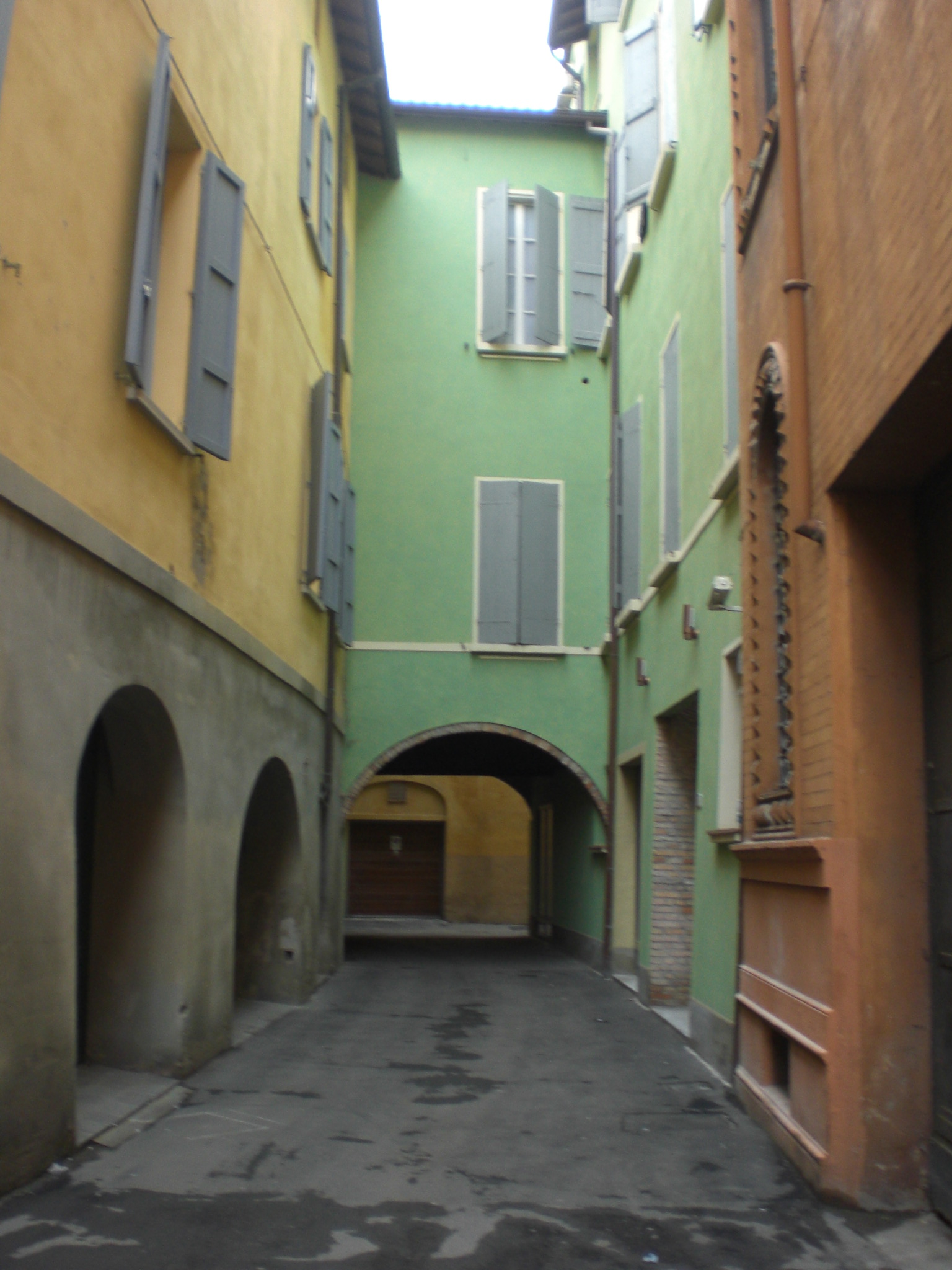
Via Vezzani, una delle strade di Reggio che ha meglio conservato il suo aspetto medioevale.

## L'epoca delle discordie civili
I secoli XII e XIII furono tormentati da gravi conflitti interni e con i comuni vicini. La guerra con Parma (1152), le lotte tra le fazioni dei Scopazziati e dei Mazzaperlini, la guerra con Modena, la guerra con Mantova, le discordie tra i Ruggeri e i Malaguzzi (1232), poi quelle tra i Sessi e i Fogliani che assunsero il carattere di lotte fra guelfi e ghibellini, rendono instabile il quadro politico dell'epoca.

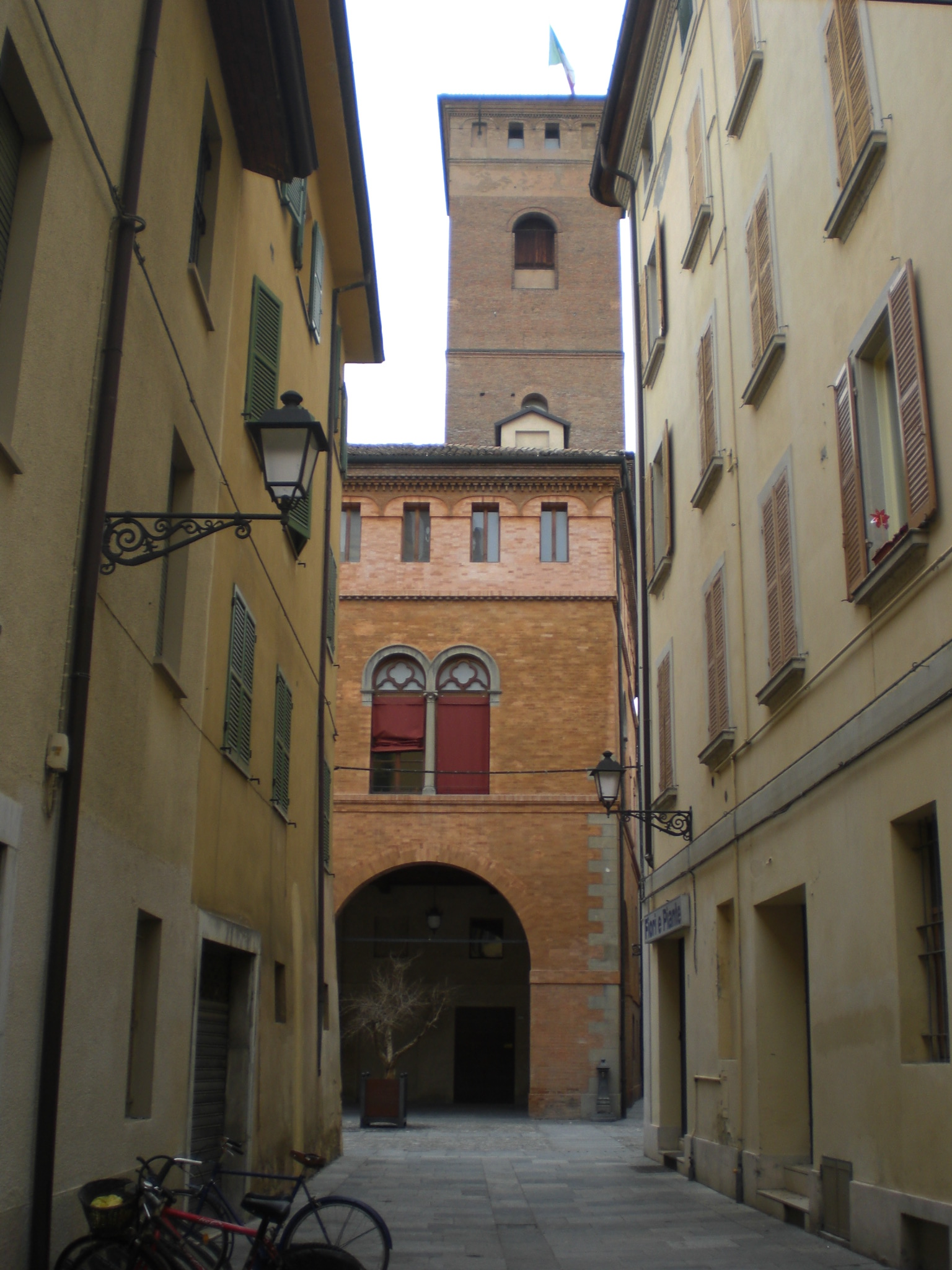
Il Palazzo comunale e la Torre del Bordello, il cuore della Reggio duecentesca.

Nel 1260 Reggio fu testimone di un episodio di grande fervore religioso: un eremita perugino predicò in città seguito da una folla di 25.000 penitenti. Per qualche tempo si ebbe una diminuzione degli odi civili e si verificarono scene pubbliche di abbracci, conversioni e presenza di flagellanti. Dopo non molto però i dissidi e gli scontri ripresero come prima.
Nel 1265 si videro i guelfi prevalere sui ghibellini con l'uccisione del capo di questi ultimi, Caco da Reggio. Ciò non portò alla pace interna e proseguirono i dissidi fra vescovo e comune e la divisione civile, con la formazione dei partiti degli Inferiori e dei Superiori, questi ultimi infine vittoriosi.
Il XIII secolo vide anche la fondazione della Zecca di Reggio, con concessione imperiale del 1219.

## L'espansione territoriale del Comune
Il Comune di Reggio, al pari degli altri del nord Italia, dopo aver ottenuto una generale autonomia amministrativa, si preoccupò di espandere il proprio dominio nel territorio circostante la città. La sottomissione del contado garantiva a Reggio di poter disporre di maggiori risorse economiche e umane per le guerre, alimentari e materiali per la popolazione urbana che in quel periodo necessitava di quantità sempre maggiori di alimenti e materie prime. Si potevano controllare inoltre le principali vie di comunicazione, sia in chiave difensiva, sia in chiave economica. L'espansione, nella pianura, fu rallentata dai lunghi conflitti con i comuni vicini, in primis Modena, seguita a ruota da Mantova, Parma e Cremona. Nell'Appennino reggiano, la penetrazione reggiana fu ostacolata invece dall'asperità del territorio e dalla resistenza delle potenti famiglie nobiliari.

### La guerra con Modena
La guerra tra il comune di Reggio ed il comune di Modena scoppiò nel 1201. Vigeva da molto tempo tra le due città un accordo per l'uso delle acque del fiume Secchia; all'epoca era vitale l'utilizzo dei corsi d'acqua, che permettevano il funzionamento di numerose attività economiche. Nel 1201 i modenesi occuparono alcune terre sulla sponda reggiana del fiume (Casalgrande), per ottenerne il completo controllo.

I reggiani non si fecero sorprendere e, guidati dal podestà Doinabello, contrattaccarono sconfiggendo e inseguendo i modenesi fino a Formigine presso il ponte di Sanguineto; molti di questi furono catturati, tra cui il podestà Alberto da Lendinara. I prigionieri furono impiegati nella costruzione delle mura attorno al castello di Rubiera, in opposizione alla rocca innalzata dai nemici a Marzaglia, ad appena 3 km di distanza, sulla sponda opposta del fiume, per poi essere ricondotti a Modena con in bocca una cannuccia.

Nel 1202 i modenesi assieme agli alleati ferraresi e veronesi assediarono Rubiera, ma non riuscendo ad espugnarla chiesero la mediazione dei podestà di Parma e Cremona, che però assegnarono la vittoria a Reggio.

### La guerra con Mantova
La guerra tra Reggio e Mantova scoppiò nel 1205 a causa della conquista da parte dei reggiani del castello di Suzzara. Un contrattacco dei mantovani, aiutati da ferraresi e cremonesi, questi ultimi controllavano Guastalla e Luzzara ed avevano recentemente stipulato un patto d'alleanza con Reggio, sbaragliò gli occupanti. Quest'alleanza era effettivamente poco logica, poiché i reggiani miravano ad uno sbocco sul Po, e i due paesi in mano cremonese erano le prede più ambite, pertanto il voltafaccia di questi ultimi non deve far tanto scalpore.
Questa prima fase della guerra terminò con una vittoria di Reggio, alla quale si erano associate Bologna, Imola e Faenza. Tuttavia nel 1215 le ostilità ripresero, con l'assedio dei reggiani e dei (questa volta alleati) cremonesi a Gonzaga, assedio però non risolutivo. Nel 1220 Reggio e Cremona, aiutate dai contadini di Fabbrico e Campagnola assediarono nuovamente Gonzaga, che finalmente cadde; è di quel periodo lo scavo del Cavo Tagliata tra Guastalla e Luzzara, da parte dei reggiani e cremonesi. Quattro anni più tardi in uno scontro con i mantovani morì Jacopo della Palude, capitano dei reggiani. Nel 1225 per opera di Ravanino Bellotti, cremonese, podestà di Reggio si conclude il conflitto con un accordo: Gonzaga ai mantovani, Bondeno d'Arduino ai reggiani e comune giurisdizione su Pegognaga.
Il libero comune di Reggio arriva così a possedere un notevole territorio, se il confine con Parma è fissato lungo il ramo più orientale dell'Enza, presso Bibbiano e Cavriago, era la Secchia a separare il contado reggiano da quello modenese. I Reggiani però a nord si erano spinti lontano, controllavano infatti oltre a Reggiolo anche Novi, Concordia, Mirandola, San Possidonio, Quarantoli e San Martino Spino.
L'espansione del Comune nell'Appennino reggiano iniziò nella seconda metà del XII secolo e terminò circa un secolo dopo. Tra i primi villaggi a sottomettersi al Comune vi furono Baiso e Castellarano, nel 1169. Più tardi, in un periodo compreso tra il 1188 ed il 1237 giurarono anche, tra le altre, Castelnovo ne' Monti, Felina, Carpineti, Cerreto Alpi, Cervarezza e i borghi della Val d'Asta. Non furono queste vere e proprie conquiste militari, ma sottomissioni volontarie poiché era interesse dei reggiani evitare di impegnarsi in lunghi assedi contro castelli ben muniti assicurarono e interesse dei nobili montanari avere dalla loro parte un potente alleato contro i feudatari vicini.

## La prima dominazione estense e la nascita della Repubblica
Per metter pace alla città, sottoposta agli arbitri delle potenti famiglie dei Sessi, dei Fogliani, dei Canossa, il Senato deliberò di affidare per un triennio il governo al marchese Obizzo II d'Este, signore di Ferrara. Questa scelta segna l'inizio del dominio, più volte interrotto, degli Este su Reggio e getta le basi per la futura trasformazione del libero comune in signoria. Obizzo accettò l'incarico per un anno, ma in realtà continuò a governare anche alla scadenza del mandato. La carica venne trasmessa al figlio Azzo, finché i reggiani, aiutati da Gilberto da Correggio, signore di Parma, cacciarono l'Estense ripristinando le libertà cittadine (1306). In una prima fase la città fu retta da aristocratici, in seguito divenne una repubblica governata da 800 popolani. Nel 1310 sceso in Italia Enrico VII fu imposto il marchese Spinetta Malaspina come vicario imperiale, ma venne dopo poco cacciato dalla città. La repubblica non ebbe però vita lunga. Nel 1326 il cardinale Bertrando del Poggetto occupava la città in nome del papa Giovanni XXII.

## I Gonzaga e i Visconti

Lo stemma della famiglia Gonzaga.

La città fu in seguito tenuta dal re Giovanni I di Boemia, in seguito passò a Nicolò Fogliani, che la consegnò a Mastino II della Scala che, nel 1335, ne investì Luigi Gonzaga. Questi, proclamato signore di Reggio per meglio assicurarsene il possesso, nel 1339 costruì una cittadella nel quartiere di San Nazario, dove oggi sorgono il Teatro Municipale e i Giardini Pubblici, facendo abbattere 144 case tra cui palazzi ed edifici di pregio. Il 25 gennaio 1348 Reggio fu colpita da un violento terremoto e nello stesso anno scoppiò in città, come in tutta l'Europa, una gravissima epidemia di peste. Nel 1356 i Visconti di Milano, intenzionati ad espandersi in Emilia, con l'aiuto di 2000 fuorusciti, per lo più esponenti delle famiglie dei Canossa, Da Correggio, Manfredi e Fogliani, tentarono di occupare la città. Respinti dai Gonzaga si rinchiusero nel monastero di San Prospero, uno dei più importanti dell'ordine benedettino e dotato di un'alta torre che, seppur abbassata su ordine di Feltrino, offriva un'ottima visuale sulla cittadella gonzaghesca. Il monastero fu riconquistato dai Gonzaga il 13 febbraio e Feltrino ne ordinò la demolizione totale, sebbene i cittadini facessero richiesta di risparmiarlo. Nel 1358 Feltrino Gonzaga, che temeva un'alleanza tra il nipote Ugolino e il suo grande nemico Bernabò Visconti, si proclamò signore di Reggio e fortificò le località, come Gonzaga, Reggiolo e Luzzara, poste al confine con i domini mantovani della sua famiglia. Nel 1370 i Visconti assediarono la città e depredarono le campagne circostanti. L'anno seguente però la Lega anti-viscontea, di cui Feltrino Gonzaga era il capo militare, si sciolse e così, Bernabò Visconti da Parma, e Niccolò d'Este da Modena cinsero nuovamente d'assedio Reggio. Le difese cedettero e, mentre i Gonzaga si riparavano nella munita Cittadella, tutta la città, per ben venti giorni, venne saccheggiata dalle milizie tedesche del conte Lucio Lando. Feltrino Gonzaga si accordò con Bernabò Visconti e, per 50.000 fiorini d'oro, più gli strategici feudi di Novellara e Bagnolo, posti lungo il canale che collegava la città al Po, vendette la città alla signoria di Milano che ingrandiva ulteriormente i suoi dominii nel Nord Italia.

## La signoria di Ottobuono de' Terzi
Con la morte di Gian Galeazzo Visconti, nel settembre 1402, la città subì lungamente le conseguenze delle convulse vicende politico-militari che condussero alla dissoluzione del Ducato di Milano. Pochi mesi dopo la scomparsa di Gian Galeazzo, nel luglio 1403 la vedova e duchessa madre Caterina Visconti, in qualità di Reggente, e il suo giovane erede Giovanni Maria, nominarono commissario ducale per Reggio e Parma il loro condottiero Ottobuono. Questi, conte di Tizzano e di Castelnuovo, era il massimo esponente dei Terzi di Parma, discendenti dei da Cornazzano, una casata che si stavano affermando tra le più agguerrite nel primo decennio del secolo. Aspramente proteso a dilatare il proprio potere sulla città e terre emiliane, Ottobuono s'insignorì, prima di fatto e quindi di diritto, per cinque anni, di Parma e quindi di Reggio e Piacenza dalla primavera 1404 a quella del 1409.
Nel maggio 1404, Ottobuono riconquistò e riportò Reggio sotto le insegne di Giovanni Maria Visconti, al quale era stata tolta dagli Estensi. Il 24 di giugno 1404, il duca di Milano, quale premio per i preziosi servigi e i successi sul campo delle armi, ma soprattutto a fronte d’un credito di 50.000 fiorini che il suo capitano poteva pretendere per le condotte arretrate, contrattualmente pattuite, concesse in proprietà a Terzi la città di Reggio con il suo castello. Lo storico Pezzana precisa: «Poiché a' 25 di quest' esso mese il Duca gli concesse in premio de' suoi servigi la città ed il castello di Reggio [...] perciocché Otto incominciò tosto ad assumere il titolo di Signore di Reggio. Pose Ottobuono nella città le insegne Viscontee, e fece riscuotere alcuni dazj in nome del Duca nel modo stesso che soleasi da' suoi ministri, e per rimovere ogni sospetto delle due squadre Sanvitale e Pallavicina a queste si collegò il dì 9 sotto colore di opporsi ai nemici del Duca».
Nel 1406 il duca Giovanni Maria Visconti, con proprio diploma sigillato a Milano il 2 ottobre, sempre per compensare il suo debito che aveva raggiunto l’enorme cifra di 78.000 fiorini, infeudava Ottobuono, già fatto signore di Parma, quale conte di Reggio, «con tutte le rendite e i diritti ad essa connessi, colla giurisdizione del mero e misto impero, e con tutta in somma l’autorità di Sovrano, e ciò finattanto che il Duca sia in istato di soddisfare al debito con lui contratto». Una settimana dopo, il 9 ottobre, Ottobuono scrisse ai reggitori di Reggio per darne notizia formale, ordinando fosse dipinto sul palazzo pubblico il suo stemma con inquartata la vipera viscontea.
Radicata e consolidata la sua signoria su Reggio, Parma e Piacenza, conquistato il marchesato di Borgo San Donnino, l'antica Fidenza, Ottobuono riuscì a conservare il suo dominio fino alla primavera 1409, quando il crescente numero dei suoi nemici, stretti alleati degli Estensi, riuscirono infine ad annientarlo, politicamente e fisicamente.
Il 27 maggio di quell'anno Ottobuono finì ucciso a tradimento da Muzio Attendolo Sforza, con la complicità di Niccolò III d'Este, in un agguato che lo sorprese a Rubiera. Il figlio di appena tre anni Niccolò Carlo, presente all’assassinio del padre, fu portato in salvo dentro le mura di Parma dallo zio Giacomo e dal nonno, il reggiano Carlo da Fogliano. Il giorno seguente, convocata l’assemblea dei cittadini nel palazzo del vescovado, il bimbo Niccolò Carlo, innalzato sulle braccia di Giacomo Terzi, fu proclamato dall’arengo, quale erede di Ottobono, signore di Parma e di Reggio. Una signoria effimera che durò solo tre settimane.
Nel corso del giugno Niccolò III d'Este, marchese di Ferrara, con il suo esercito s’impadronì delle terre di Parma e Reggio riuscendo a conservarle sino ai tempi successivi all'uccisione, nel 1412, di Giovanni Maria Visconti e alla successione al potere nel Ducato di Milano del fratello di questi, Filippo Maria.

## La seconda dominazione estense

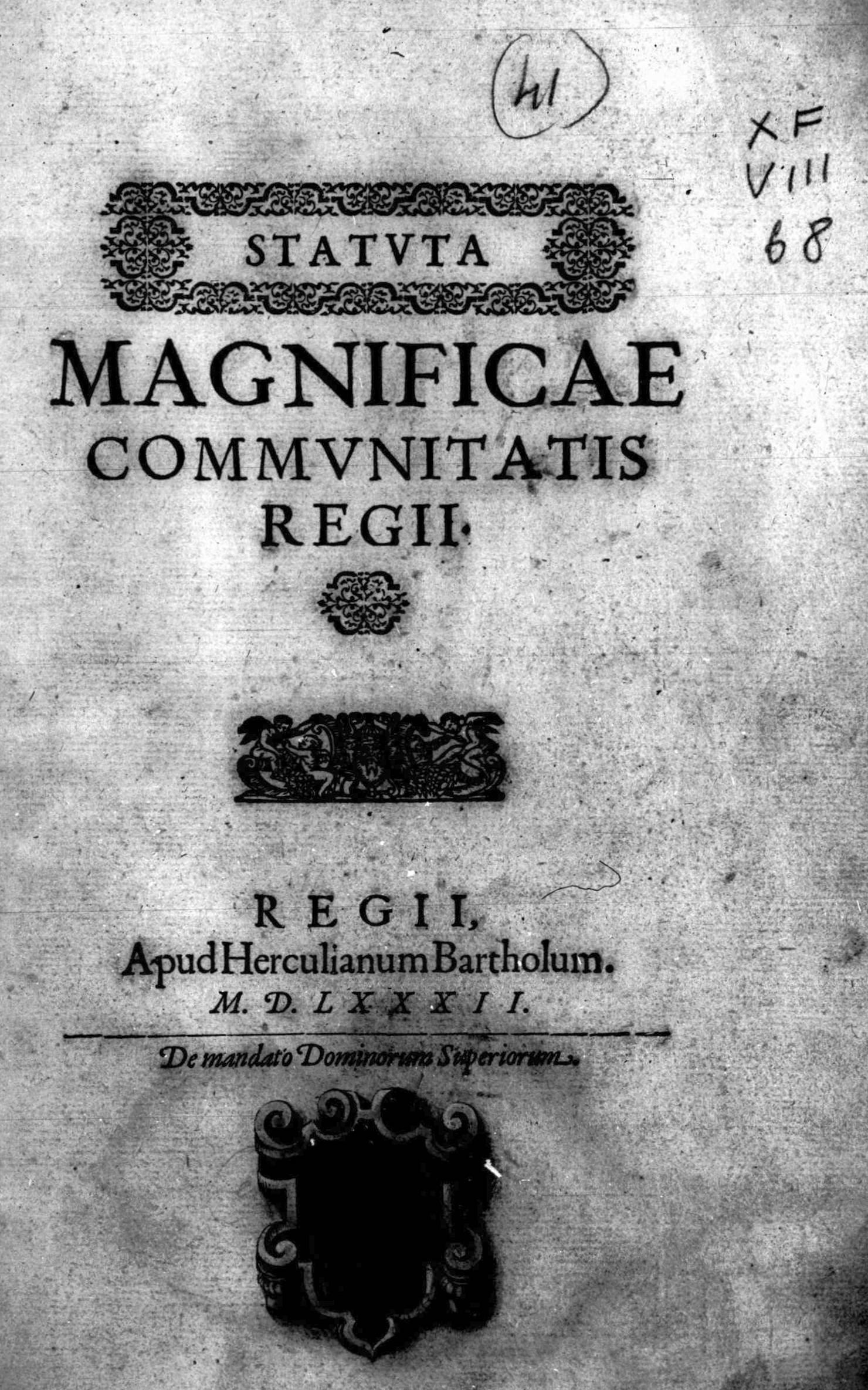
Statuti della magnifica comunità di Reggio (Statuta magnifice communitatis Regii), 1582

Nei patti con i quali Reggio consegnava la propria sovranità agli Este, la città avrebbe conservato una larga autonomia: mantiene il diritto di far leggi, battere moneta e amministrare la giustizia. A Nicolò seguì nel 1442 il figlio naturale Lionello, che governò fino al 1450. A lui successe il figlio Borso d'Este. Finalmente nel 1452 Borso d'Este ottenne dall'imperatore Federico III d'Asburgo il titolo di duca di Modena e di Reggio. Il suo successore il duca Ercole I d'Este è ricordato per i pesanti tributi cui sottopose la città, e per avere dato al poeta Matteo Maria Boiardo la carica di governatore della città con il compito di liberare le campagne dall'imperversare di banditi. Ad Ercole successe nel 1505 Alfonso I d'Este che sette anni dopo consegnava la città al duca d'Urbino e al papa Giulio II. Entrata nell'orbita pontificia, la sovranità passò prima a Leone X e poi ad Adriano VI. Durante il dominio pontificio una particolare contesa delle monache di S. Raffaele aveva inimicato le famiglie dei Bebbi e degli Scaiola e dato origine alle fazioni della Tovaglia e della Cucina (la Tvàia e la Cusèina). A comporre il dissidio e ridare quiete alla città, si era adoperato il governatore Giovanni Gozzadini, bolognese. Ma i Bebbi, da lui esiliati fuori confine e rifugiatisi a Leguigno, ordirono una congiura e lo pugnalarono nella cattedrale, mentre ascoltava la messa (28 giugno 1517). Lo Storico e giureconsulto fiorentino Francesco Guicciardini che gli successe, tentò di pacificare gli animi e di liberare le montagne dai banditi che le infestavano capitanati da Domenico Amorotto de' Bretti da Carpineti, e riuscendo nella cattura del famigerato brigante nel 1523.
Il 29 settembre dello stesso anno con la morte di Adriano VI la città ritornò agli Este con Alfonso I, che fu accolto da gloriosi festeggiamenti. Il nuovo duca dovette comunque pagare una grossa somma al papa per avere dall'imperatore Carlo V la conferma della sua investitura, che ebbe luogo nel 1531.
Ad Alfonso (morto nel 1534) seguì Ercole II, figlio di Lucrezia Borgia che nel 1551 fortificò le mura della città distruggendo i sobborghi nel raggio di un miglio intorno (la cosiddetta Tagliata).
Ad Ercole II succedette Alfonso II, al quale morendo senza successori, succedette il cugino Cesare che, per la sua condizione di figlio naturale, perdette il Ducato di Ferrara, che divenne parte dei domini pontifici (1598). La capitale fu pertanto spostata da Ferrara a Modena. In questi anni Reggio ebbe un'importante fioritura artistica legata al cantiere della basilica della Ghiara.
Il duca Cesare regnò per trent'anni. Morì nel 1628 e il diretto successore Alfonso III rinunciò al trono perché divenne frate francescano. Il ducato passò quindi a Francesco I, che dovette fronteggiare passaggi di truppe e tentativi di annessioni da parte di eserciti stranieri e anche l'epidemia di peste, che a Reggio fece circa 6000 vittime.
Il successore Alfonso IV morì a ventotto anni nel 1662. Fece in tempo però a ricevere dalla Spagna, nel 1659, il principato di Correggio, che era stato oggetto di contese negli anni precedenti.
La signoria Estense continuò senza interruzioni fino all'anno 1702, quando la città e il territorio furono occupati dai Francesi e Spagnoli e più tardi (1733-34) anche dagli imperiali per la guerra di successione.
Il trattato di Aquisgrana (1748) restituì il ducato a Francesco III al quale seguì (1780) Ercole III, ultimo del ramo diretto degli Estensi. Il duca Ercole seguì la politica dell'assolutismo illuminato, promuovendo opere pubbliche e limitando l'influenza del clero. Con lo scoppio della Rivoluzione francese e le conseguenti invasioni degli eserciti napoleonici fuggì dal ducato lasciando una reggenza (8 maggio 1796) e negoziando con Napoleone Bonaparte un pesante armistizio.

## Età napoleonica

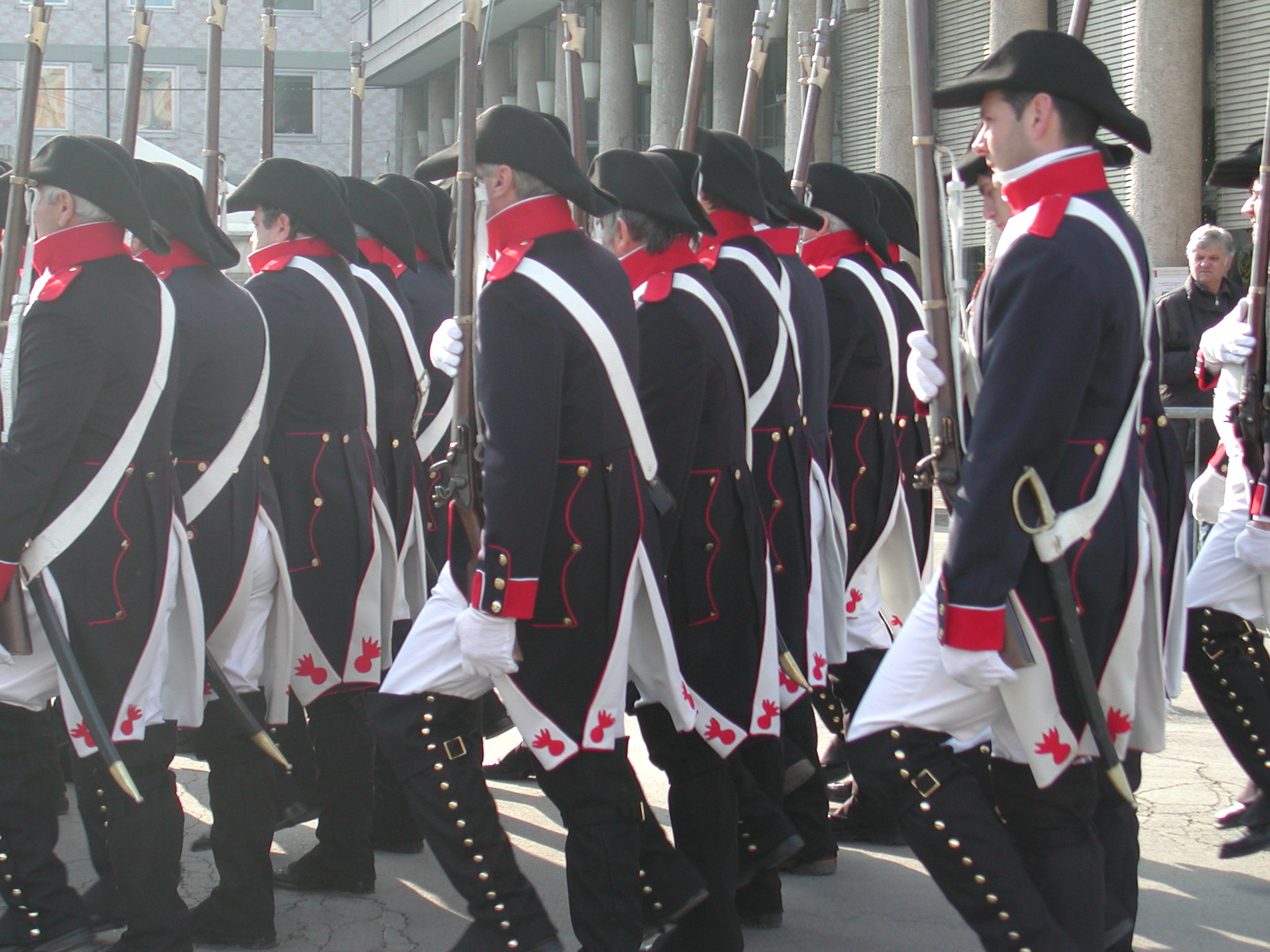
Sfilata della Guardia Civica in costume napoleonico

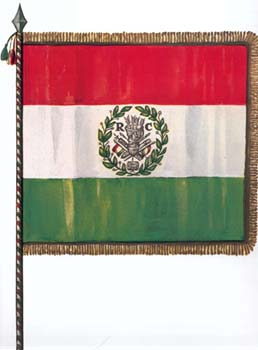
Bandiera della Repubblica Cispadana.

L'arrivo a Reggio delle truppe francesi, accolto con visibile entusiasmo, aprì gli animi a molte speranze. Nella notte dal 20 al 21 agosto 1796 fu cacciato il presidio ducale di 600 uomini; il 26 i francesi piantarono l'albero della libertà e nello stesso giorno il Senato avocò a sé il governo della città e del ducato di Reggio, proclamando la nascita della Repubblica Reggiana. Il 26 settembre giunse notizia che una colonna austriaca, varcato il Po, stava avanzando su Reggio. Il Governo Provvisorio convocò la Guardia Civica e con un gruppo di volontari ne formò un corpo al comando del capitano Carlo Ferrarini. Gli austriaci, rinchiusisi nel castello di Montechiarugolo, furono obbligati dopo un breve combattimento alla resa, lasciando 144 prigionieri, tre carriaggi e tutte le armi. Alla battaglia, passata alla storia come battaglia di Montechiarugolo, di per sé di scarsa importanza, venne dato un particolare significato risorgimentale perché fu considerato il primo sangue versato per l'indipendenza italiana. Ugo Foscolo chiamò Reggio "città animatrice d'Italia". Proprio durante la battaglia di Montechiarugolo si ebbe il primo morto per la causa risorgimentale, Andrea Rivasi.

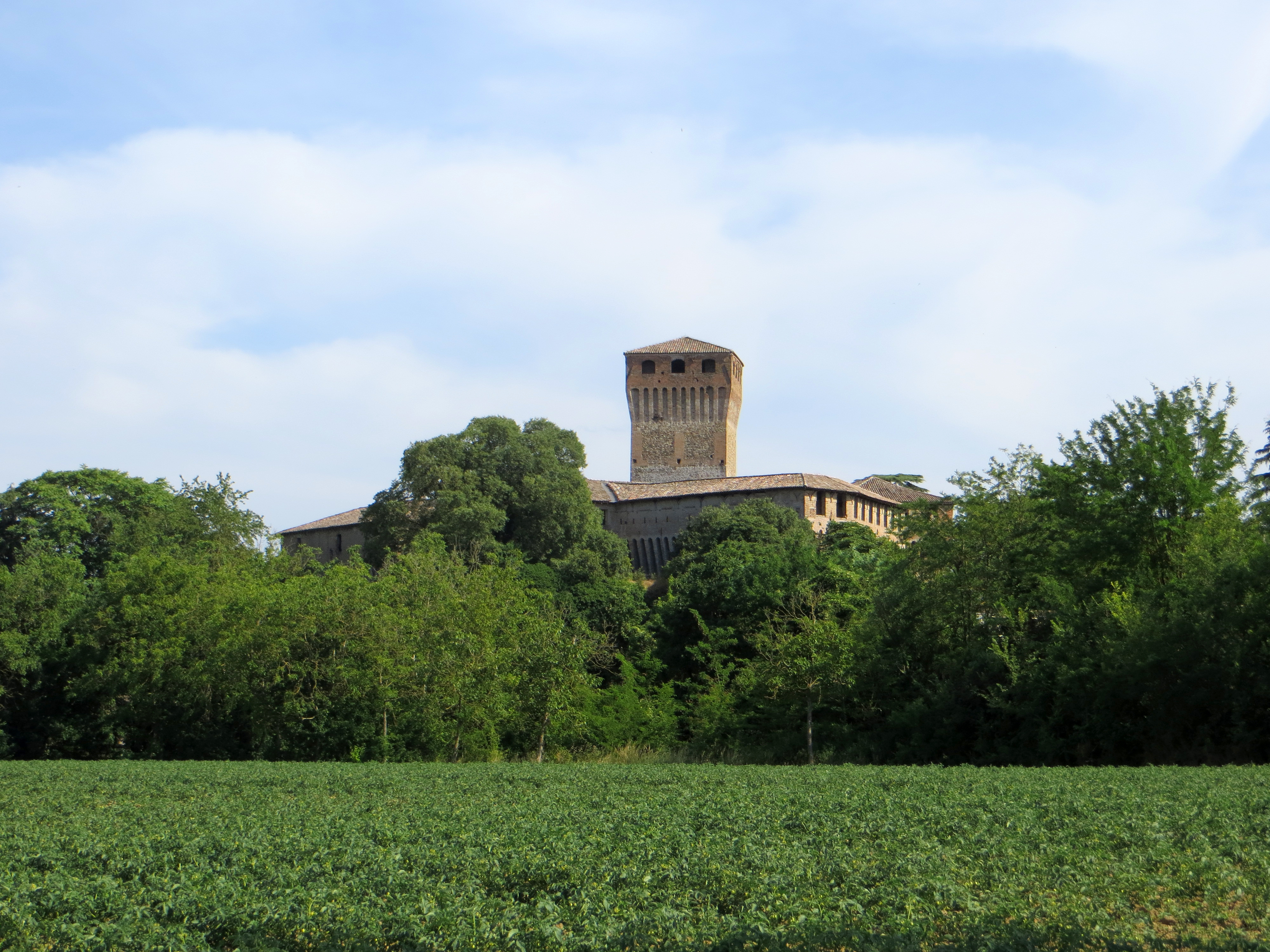
Il castello di Montechiarugolo, teatro della battaglia del 1796.

Lo stesso Napoleone Bonaparte si felicitò coi reggiani e li premiò con 500 fucili, 4 cannoni ma sui primi di ottobre, rotto l'armistizio, occupava il ducato incitando i popoli dell'Emilia ad unirsi in una sola repubblica. Nel congresso, tenutosi a Reggio (27 dicembre 1796-9 gennaio 1797), di cui Napoleone era l'organizzatore non ufficiale, i delegati delle città di Bologna, Ferrara, Modena e Reggio proclamarono (30 dicembre) la Repubblica Cispadana "una e indivisibile" e decretavano (7 gennaio 1797) l'aspetto dello stendardo o bandiera cispadana, il primo tricolore verde, bianco, rosso (con i colori disposti a bande orizzontali). Contemporaneamente in Lombardia si formò la Repubblica Cisalpina, fuse poi entrambe nella effimera Repubblica Italiana. Il territorio reggiano venne incluso nel neo-costituito Dipartimento del Crostolo.
Napoleone ebbe modo di vanificare le speranze repubblicane quando, cinta la corona imperiale di Francia (1804), si proclamò a Milano re d'Italia. Si ricorda che nel governo del primo regno italico ebbero importanza i reggiani Agostino Paradisi, Pellegrino Nobili, Jacopo Lamberti, Antonio Veneri e Giovanni Battista Venturi.

## La Restaurazione

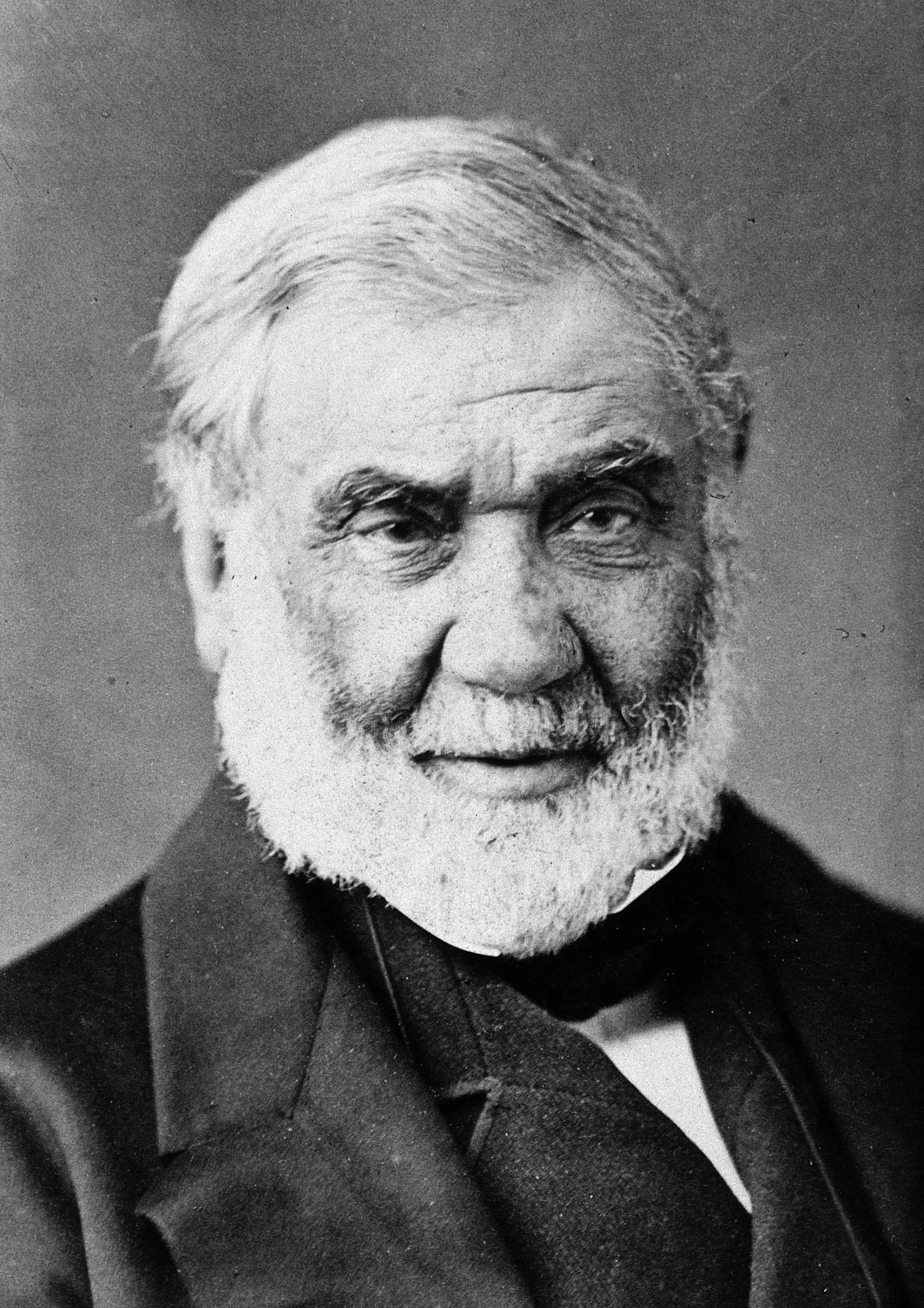
Antonio Panizzi

Il congresso di Vienna del 1815 restituì il ducato di Modena e Reggio a Francesco IV il quale rimise in vigore l'antico codice estense e gli ordinamenti anteriori al 1797. Il sovrano soppresse la libertà di stampa, abrogò in gran parte la codificazione napoleonica, richiamò i Gesuiti cui riaffidò l'insegnamento e rinchiuse nuovamente gli Ebrei nel ghetto, privandoli di numerosi diritti e tassandoli pesantemente.
Fin dai primi anni dopo il congresso di Vienna a Reggio e provincia avevano preso piede alcune società segrete collegate alla Massoneria come gli Adelfi ed i sublimi maestri perfetti, accanto ai quali operavano Carbonari, attivi a Reggio dal 1820. Per contrastare queste attività sovversive il governo ducale emanò un editto e successivamente istituì a Rubiera il tribunale statario per giudicarvi i colpevoli del reato di tradimento e lesa maestà. Nonostante il fallimento dei moti del 1820-1821, la situazione divenne ulteriormente più tesa a causa dell'assassinio del capo della polizia politica estense. L'11 settembre si tenne a Rubiera un famigerato processo che decretò la condanna a morte di nove imputati. Di questi sette erano fuggiti in tempo e dei due detenuti solo Giuseppe Andreoli, sacerdote ventottenne, salì il patibolo il 17 ottobre 1822. Il movimento carbonaro reggiano ne uscì decimato e molti suoi celebri appartenenti come Antonio Panizzi, l'architetto Carlo Zucchi, i marchesi Giovanni e Giuditta Sidoli, il conte Giovanni Grilenzoni ed i medici Prospero Pirondi e Pietro Umiltà, dovettero lasciare la loro terra natale per evitare la prigione o il patibolo. Accanto all'opera meramente repressiva e restauratrice del governo estense è da segnalare la costituzione e l'organizzazione, in un'ottica del tutto moderna, del manicomio di San Lazzaro, la cui gestione fu affidata al frenologo Antonio Galloni. Gli anni di governo di Francesco IV segnarono una relativa stagnazione per quanto concerne la realizzazione di infrastrutture e opere pubbliche a Reggio e nel suo contado. Da segnalare infatti solo il rifacimento della Porta Castello e, tra il 1826 ed il 1831, il completamento della strada del Cerreto.
Pare che il duca per un certo periodo accarezzasse l'idea di divenire re d'Italia per cui prese contatti col patriota Ciro Menotti. Scoppiata però a Modena l'insurrezione (3 febbraio 1831), lo fece arrestare e, costretto a fuggire, lo portò con sé in ostaggio a Mantova. A fronteggiare gli eventi i reggiani organizzarono un corpo di truppe al comando del generale Carlo Zucchi, ma il 9 marzo il duca rientrava scortato da soldati austriaci, e poco dopo, sugli spalti della cittadella di Modena, Ciro Menotti e Vincenzo Borelli di Reggio salivano il patibolo il 23 maggio 1831.

## Il Risorgimento

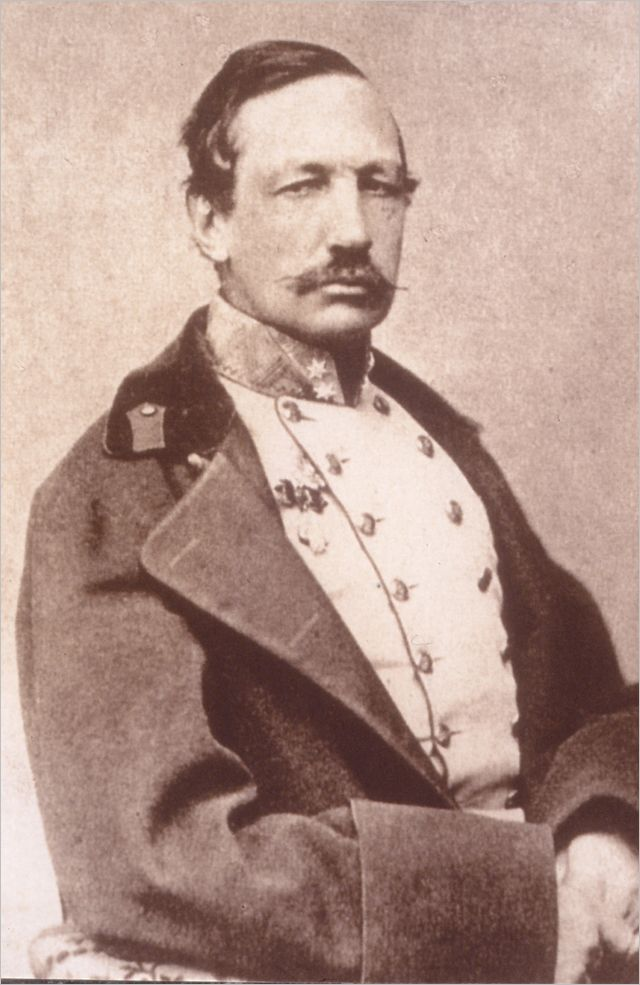
Il duca Francesco V di Modena.

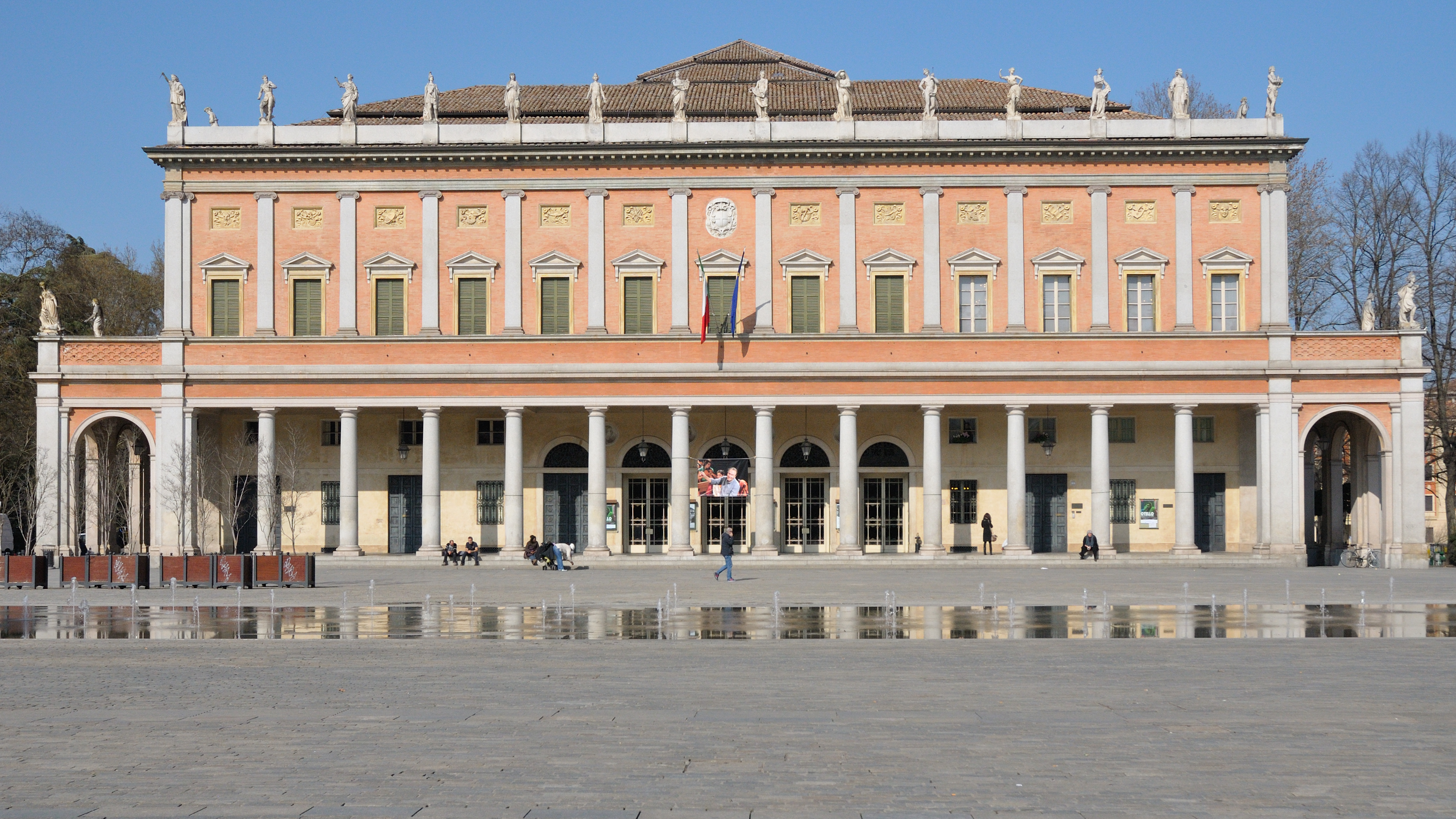
Il Teatro Municipale di Reggio Emilia.

Nel 1846 succedette al padre Francesco V, il quale, dopo soli due anni di regno, dovette abbandonare i territori ducali per Mantova sull'onda dei moti del 1848. Reggio istituì allora un governo provvisorio unitosi poi con quello di Modena, e proclamò, il 30 maggio 1848, l'annessione al Regno di Sardegna. L'amministrazione provvisoria adottò alcuni provvedimenti, come la libertà di stampa, la confisca dei beni dei Gesuiti, l'istituzione di una Guardia Civica, l'annullamento dei processi politici e la concessione dei diritti civili e politici agli Ebrei, volti a scardinare il vecchio sistema di potere ducale. Per combattere la disoccupazione e la povertà, il governo cittadino diede il via libera ai lavori di demolizione della Cittadella di origine trecentesca e ormai diventata simbolo di oppressione. Tra il 23 ed il 24 giugno 1848 le milizie dei volontari di Modena e Reggio combatterono a Castelbelforte e nella battaglia di Governolo contro gli Austriaci mettendoli in fuga. In questo periodo la scena politica reggiana fu dominata da alcuni personaggi, come i moderati Nicomede Bianchi, Luigi Chiesi, Gherardo Strucchi, Prospero Viani ed Enrico Terrachini o i repubblicani Giovanni Grilenzoni, Giuseppe Lamberti e Prospero Pirondi che nei decenni successivi arriveranno anche ad occupare incarichi governativi nazionali. L'armistizio di Salasco riportò la città sotto il governo ducale.
Nell'ultimo decennio di governo estense è da segnalare la costruzione del grandioso Teatro Municipale, inaugurato il 21 aprile 1857, e, poco distante, del Foro Boario. La prima metà degli anni cinquanta dell'800 vide Reggio e la sua provincia colpite da una serie di calamità, come la carestia del 1852 e l'epidemia di colera che da luglio a settembre 1855 flagellò il territorio facendo nella sola città 1.886 morti. Ad aggravare una situazione già difficile vi era l'endemica disoccupazione, favorita da un sistema economico arretrato accentrato sull'agricoltura, degli strati più poveri della popolazione reggiana. Le uniche novità in ambito economico furono la fondazione della Cassa di Risparmio cittadina nel 1852 e l'istituzione dell'unione doganale del ducato di Modena e Reggio con l'Impero d'Austria ed il ducato di Parma e Piacenza l'anno seguente.

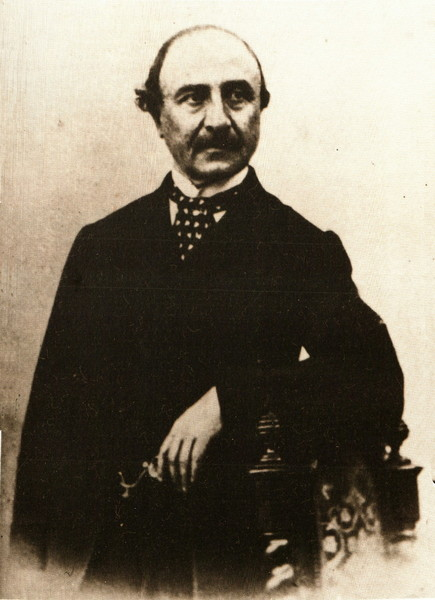
Luigi Carlo Farini

Con lo scoppio della seconda guerra d'indipendenza italiana e la sconfitta austriaca a Magenta, il duca fuggì da Modena alla volta del Lombardo-Veneto. A Reggio, dove il podestà estense Ritorni si era dimesso, sorse il 12 giugno 1859 un comitato popolare guidato dal moderato Terrachini. Due giorni dopo entrarono in città le prime truppe piemontesi. Il 19 giugno il governo di Reggio e dei territori che formavano il ducato estense venne assunto da Luigi Carlo Farini in qualità di Governatore delle Province Modenesi. Con la firma dell'armistizio di Villafranca venivano ufficialmente restaurati sui loro troni i sovrani dei ducati dell'Italia centro-settentrionale, tuttavia, proprio per evitare un ritorno di Francesco V, Farini si dimise dalla carica di governatore per assumere quella di Dittatore dell'Emilia. Il 21 luglio, nel pieno delle turbolenze risorgimentali, vennero inaugurate la linea ferroviaria tra Piacenza e Bologna e la stazione cittadina. Nell'agosto 1859 Reggio visse due momenti storici: il 18 visitò per la prima volta la città del Tricolore Giuseppe Garibaldi, mentre due giorni dopo l'Assemblea Costituente dell'Emilia dichiarò decaduto Francesco V tra le manifestazioni di gioia della popolazione civile. Il 1º marzo 1860 Farini indisse un plebiscito, tenutosi poi regolarmente l'11-12 marzo 1860, che, con 50.012 voti contro 77 (lo 0,15% di voti contrari), sanzionò l'annessione di Reggio al Regno di Sardegna. Nel maggio dello stesso anno prese il via la spedizione dei Mille, alla quale parteciparono anche alcuni reggiani delle più disparate condizioni economiche e dalle differenti vedute politiche. Tra i più celebri garibaldini reggiani si annoverano Rainero Taddei, Antonio Ottavi e Giuseppe Pomelli.

## Reggio nel Regno d'Italia

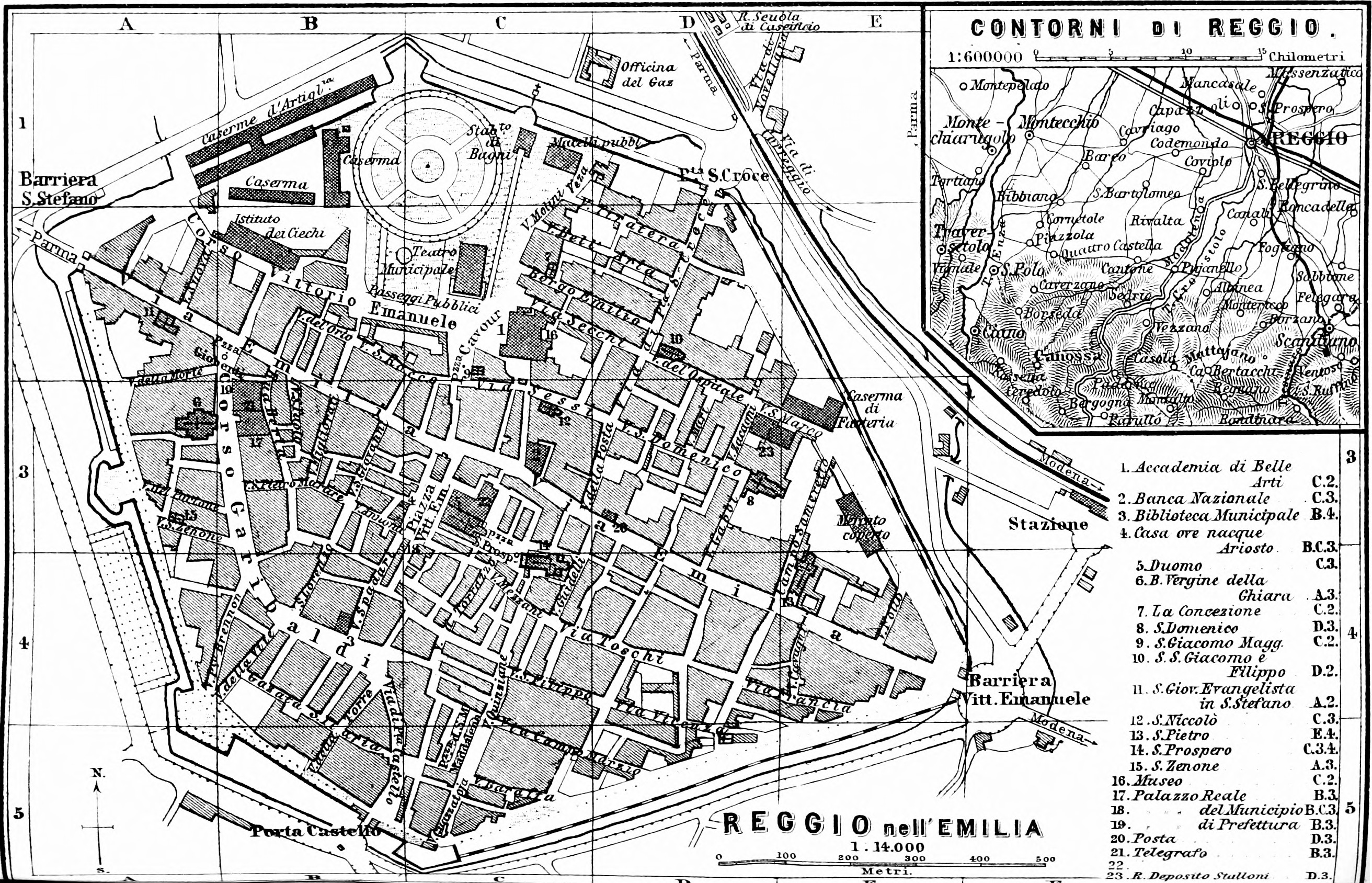
Mappa di Reggio nell'Emilia del 1893.

Nei decenni successivi all'Unità d'Italia Reggio Emilia rimase un centro agricolo di importanza secondaria. Il ristretto ceto aristocratico e nobiliare reggiano, di tendenza liberale, continuò a dominare la scena politica locale nonostante un'iniziale opposizione dell'attiva minoranza repubblicana. In questi anni ricoprì l'incarico di sindaco Pietro Manodori, al quale si deve la creazione dei primissimi asili di Reggio Emilia. La cronica carenza di fondi, unita alla scarsa iniziativa politica nei confronti delle classi più umili, contrassegnò l'operato di tutte le amministrazioni liberali che si succedettero sino al 1899. Il sistema economico reggiano della seconda metà dell'Ottocento non vide progressi oggettivi. Mentre in città vi era una piccola borghesia commerciale affiancata da una maggioranza di artigiani, giornalieri e disoccupati, nelle campagne persisteva un'agricoltura basata sulla mezzadria. Per ovviare alla drammatica situazione occupazionale, le amministrazioni liberali decisero di smantellare la possente cinta muraria. I lavori, protrattisi per una ventina d'anni a causa dell'esiguità di fondi, segnarono indelebilmente il paesaggio cittadino e favorì una prima espansione urbana nell'area suburbana.

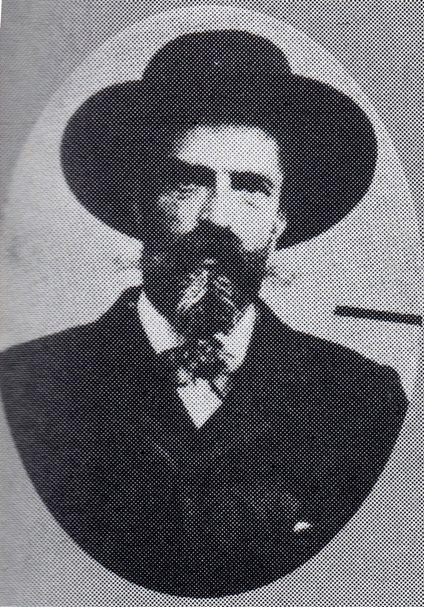
Camillo Prampolini

Negli anni ottanta dell'800, nacque in città un nuovo gruppo politico, d'ispirazione socialista, guidato da Camillo Prampolini. Convinto riformista e gradualista, Prampolini intraprese una lunga attività di proselitismo sia in città quanto nelle campagne volte a sensibilizzare l'opinione pubblica e ad emancipare le classi sociali più povere ed emarginate mediante l'istituzione della cooperazione. In pochi anni Reggio Emilia vide la nascita di decine di cooperative che raggruppavano categorie di lavoratori altrimenti sottoposti all'arbitrio del libero mercato e delle classi padronali. Prampolini, affiancato nella sua attività politica e sindacale da figure come Luigi Roversi, Antonio Vergnanini e Arturo Bellelli, riuscì nel giro di una quindicina d'anni a creare quella serie di istituzioni, come il giornale La Giustizia e le varie Case del Popolo che consentiranno ai socialisti reggiani una rapida scalata al potere locale. Nel 1899 infatti il Partito Socialista Italiano riuscì a conquistare il comune di Reggio Emilia e a nominare sindaco Alberto Borciani. L'ascesa ed il radicamento dei socialisti continuò anche negli anni seguenti con nascita della Camera del Lavoro, istituzione fondata nel 1901 e che aggregava 202 organizzazioni economiche con quasi 30.000 iscritti.
L'amministrazione socialista, guidata dal 1902 da Luigi Roversi, avviò una serie di municipalizzazioni di servizi (farmacie, acqua, elettricità), mentre la Cooperative di Lavoro si organizzavano in Consorzio nel 1904. Dopo la parentesi della sconfitta elettorale del 1904-1907, l'amministrazione socialista proseguì nella sua politica di innovazione nell'ambito dell'edilizia scolastica e popolare. La cooperazione reggiana raggiunse l'apice della sua popolarità con la realizzazione della ferrovia Reggio Emilia-Ciano d'Enza. Accanto a queste iniziative, gravitanti attorno al Partito Socialista, iniziò a muovere i primi passi a Reggio Emilia anche l'industria privata, con la nascita nel 1901 delle OMI ad opera di Giuseppe Menada.

## La prima guerra mondiale e il fascismo

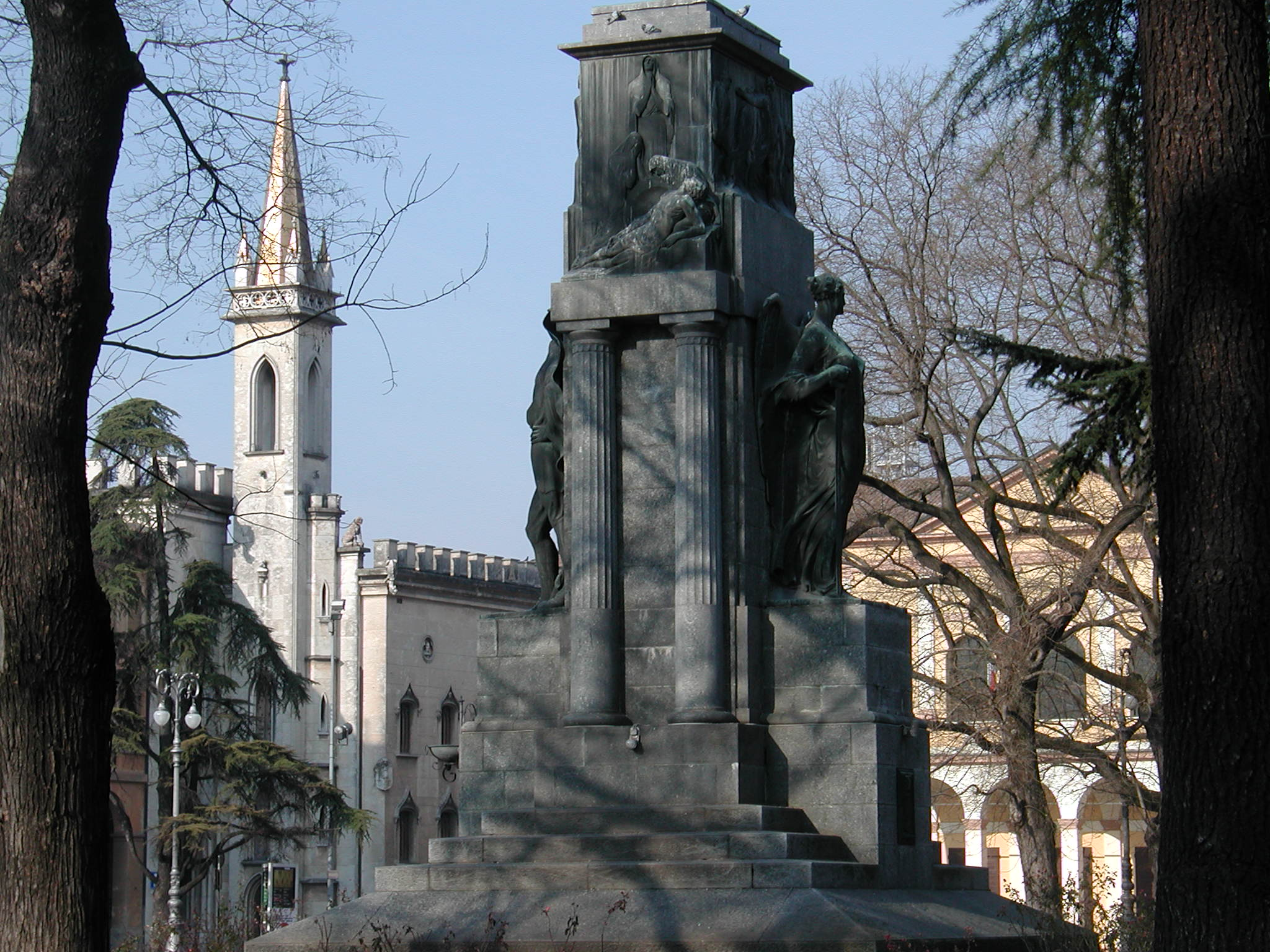
Monumento ai caduti della I guerra mondiale e, sullo sfondo, il palazzo della Galleria Parmeggiani

Come in altre parti d'Italia, anche a Reggio Emilia, tra l'estate 1914 e la primavera 1915 si accese fino a raggiungere tragici epiloghi il dibattito tra interventisti e neutralisti. La sera 25 febbraio 1915 scoppiarono gravissimi incidenti davanti al Teatro Ariosto, all'interno del quale Cesare Battisti stava proferendo un discorso pro guerra. Le forze dell'ordine spararono per disperdere la folla lasciando sul terreno un morto, Mario Baricchi operaio diciottenne, e diversi feriti gravi. Il giorno seguente un altro ferito, il muratore Fermo Angioletti, anch'egli diciottenne, morì per le gravi ferite riportate. Lo scoppio della prima guerra mondiale accelerò il processo di sviluppo del settore industriale sia per l'attività bellica che nella preparazione di manodopera specializzata che avrebbe contribuito in maniera decisiva allo sviluppo del settore meccanico agricolo.
La fine del conflitto e l'acuirsi dello scontro sociale durante il Biennio Rosso furono vissuti drammaticamente anche a Reggio Emilia dove nel settembre 1920 furono occupate dagli operai le Officine Reggiane. Il malcontento ed il disagio sociale rafforzarono ulteriormente non solo il Partito Socialista, che si era nuovamente affermato anche alle amministrative dell'autunno 1919, ma anche i sindacati e le cooperative che avevano visto aumentare sensibilmente i loro aderenti. Questo predominio e radicamento sul territorio non furono sufficienti ad opporsi all'azione dei ceti agrari e industriali, i quali trovarono un alleato nella piccola borghesia commerciale danneggiata dall'affermarsi della cooperazione di consumo. Questo nuovo fronte anti-socialista sarà così il principale promotore e finanziatore del locale Fascio di combattimento, sorto nel febbraio 1921. Così, nella primavera dello stesso anno, gli squadristi fascisti iniziarono ad imperversare per le strade della provincia reggiana, dove più il contrasto sociale era stato forte negli anni precedenti, compiendo aggressioni, violenze e decine di omicidi ai danni di dirigenti, sindacalisti e militanti socialisti, cattolici ed anarchici. Il 7 aprile 1921 il fascismo sferrò il suo attacco alle principali istituzioni socialiste di Reggio Emilia, tra cui la sede del quotidiano socialista La Giustizia che venne data alle fiamme. Poche settimane dopo il sindaco Giorgio Palazzi Trivelli rassegnò le dimissioni ed il comune venne commissariato. I principali esponenti del socialismo reggiano Camillo Prampolini e Giovanni Zibordi, fatti oggetto di un attentato, dovettero abbandonare per sempre la città. Il giorno stesso della marcia su Roma Reggio Emilia venne occupata da centinaia di squadristi armati grazie alla tacita compiacenza delle autorità regie. Nonostante l'avvento al potere di Mussolini, le violenze contro gli avversari politici continuarono ininterrotte anche nel reggiano. Sino alla caduta del regime nel 1943, si conteranno infatti in provincia di Reggio Emilia 48 omicidi di stampo squadrista. Il caso più celebre fu l'assassinio del noto dirigente socialista massimalista Antonio Piccinini, ucciso da un gruppo di fascisti nel febbraio 1924.
Scacciati letteralmente dalla città la vecchia dirigenza socialista, i fascisti reggiani intrapresero una serie di misure volte a ristabilire i vecchi rapporti di classe a vantaggio degli industriali e della borghesia cittadina. Paradossalmente però i principali problemi dei gerarchi vennero dall'interno dello stesso Partito Fascista reggiano, diviso in vari gruppi di potere in perenne conflitto tra di essi. La situazione iniziò a normalizzarsi con l'arrivo del federale Marcello Bofondi alla fine degli anni venti. Nel decennio successivo il regime intraprese una serie di lavori pubblici volti ad modernizzare e plasmare il panorama di Reggio Emilia. Venne così realizzata la nuova stazione ferroviaria e furono fondati una serie di insediamenti abitativi Ifacp nei dintorni della città per gli abitanti di alcuni quartieri degradati del centro che nel frattempo avevano iniziato ad essere demoliti. Sul piano sociale poi i gerarchi fascisti reggiani, consapevoli dell'importanza che aveva ormai assunto per l'intero tessuto economico locale, decisero non solo di mantenere ma anche di implementare il sistema della cooperazione, ovviamente privato della sua connotazione politica socialista.
Per tutto il ventennio il regime continuò la sua politica oppressiva contro le opposizioni. Numerosi dirigenti e militanti socialisti, comunisti e anarchici reggiani, costantemente monitorati dalle forze di polizia, vennero incarcerati o mandati al confino. Altri invece, tra cui il futuro sindaco Cesare Campioli o gli attivisti Paolo Davoli e Angelo Zanti, riusciranno a fuggire in Francia, da dove continueranno attivamente la loro lotta antifascista.

## La seconda guerra mondiale e la Resistenza
La seconda guerra mondiale accelerò il razionamento dei beni di prima necessità (nel 1942 si arrivò a razioni quotidiane di 150 g. di pane al giorno/persona), l'inadeguatezza della macchina bellica fascista, il crollo dei fronti di guerra si ripercossero sulla tenuta del regime. Il grande corteo del 26 luglio 1943 che a Reggio salutò la caduta del fascismo e le feste in tutta la provincia ne furono la conferma. Due giorni dopo però i militari aprirono il fuoco su un corteo di operai delle Reggiane che manifestavano per la pace uccidendo nove manifestanti e ferendone una quarantina. Dopo l'armistizio dell'8 settembre Reggio Emilia venne occupata dalle truppe naziste della 1. SS-Panzer-Division "Leibstandarte SS Adolf Hitler" guidate da Joachim Peiper. A fine settembre 1943 s'insediarono in città anche le autorità della neo-costituita Repubblica Sociale Italiana. L'occupazione tedesca e la conseguente risurrezione del fascismo repubblichino con il ritorno rabbioso dello squadrismo spinsero le forze antifasciste locali a dar vita alla sezione reggiana del CLN, costituitasi il 26 settembre 1943 presso la chiesa di San Francesco e alla quale aderirono i comunisti, i socialisti, i democristiani e gli azionisti. Nell'inverno 1943-1944 iniziarono così ad operare in città ed in provincia le prime formazioni partigiane aderenti al Comitato di Liberazione Nazionale. Nel dicembre dello stesso anno furono deportati nei campi di sterminio dieci ebrei reggiani e, presso il poligono di tiro di Reggio Emilia, furono fucilati dalla milizia fascista i sette fratelli Cervi e Quarto Camurri, tutti appartenenti a una delle primissime formazioni della Resistenza reggiana.
In quanto sede delle Reggiane la città venne ripetutamente bombardata dall'aviazione alleata. Particolarmente devastanti furono i raid del 7 ed 8 gennaio 1944 che rasero al suolo la zona circostante la stazione ferroviaria e causarono oltre 250 vittime tra la popolazione civile. I continui attacchi e sabotaggi portati avanti dalla Resistenza locale provocarono una serie di rappresaglie da parte dei tedeschi e dai fascisti contro i partigiani ed i civili accusati di connivenza. Vennero poi creati dai nazi-fascisti alcuni noti centri di detenzione come il carcere dei Servi e villa Cucchi, la famigerata villa Triste reggiana, dove i prigionieri, fossero partigiani o meno, venivano sottoposti a pesanti violenze e torture. Per piegare la Resistenza e terrorizzare la popolazione civile, nel biennio 1943-1945 i repubblichini ed i tedeschi perpetrarono, in città ed in campagna, una serie di stragi come le rappresaglie di Sesso, l'eccidio di Porta Brennone, l'eccidio di Cadè e la fucilazione di don Pasquino Borghi.

Il pomeriggio del 24 aprile 1945 Reggio Emilia fu liberata dalle formazioni partigiane provenienti dalla montagna, a cui si aggiungeranno poche ore più tardi le truppe alleate provenienti da Modena. Con la Liberazione vengono immediatamente ricostituite le amministrazioni democratiche prima sotto la guida del CLN che aveva condotto la lotta armata, poi con amministrazioni democraticamente elette l'anno seguente. Reggio Emilia divenne sin dal 1946, anno in cui fu eletta la giunta guidata dal sindaco Cesare Campioli, una vera e propria roccaforte elettorale del Partito Comunista Italiano. Il clima del dopoguerra fu però funestato da alcuni omicidi politici da parte di comunisti nei confronti di avversari politici o di ecclesiastici. 

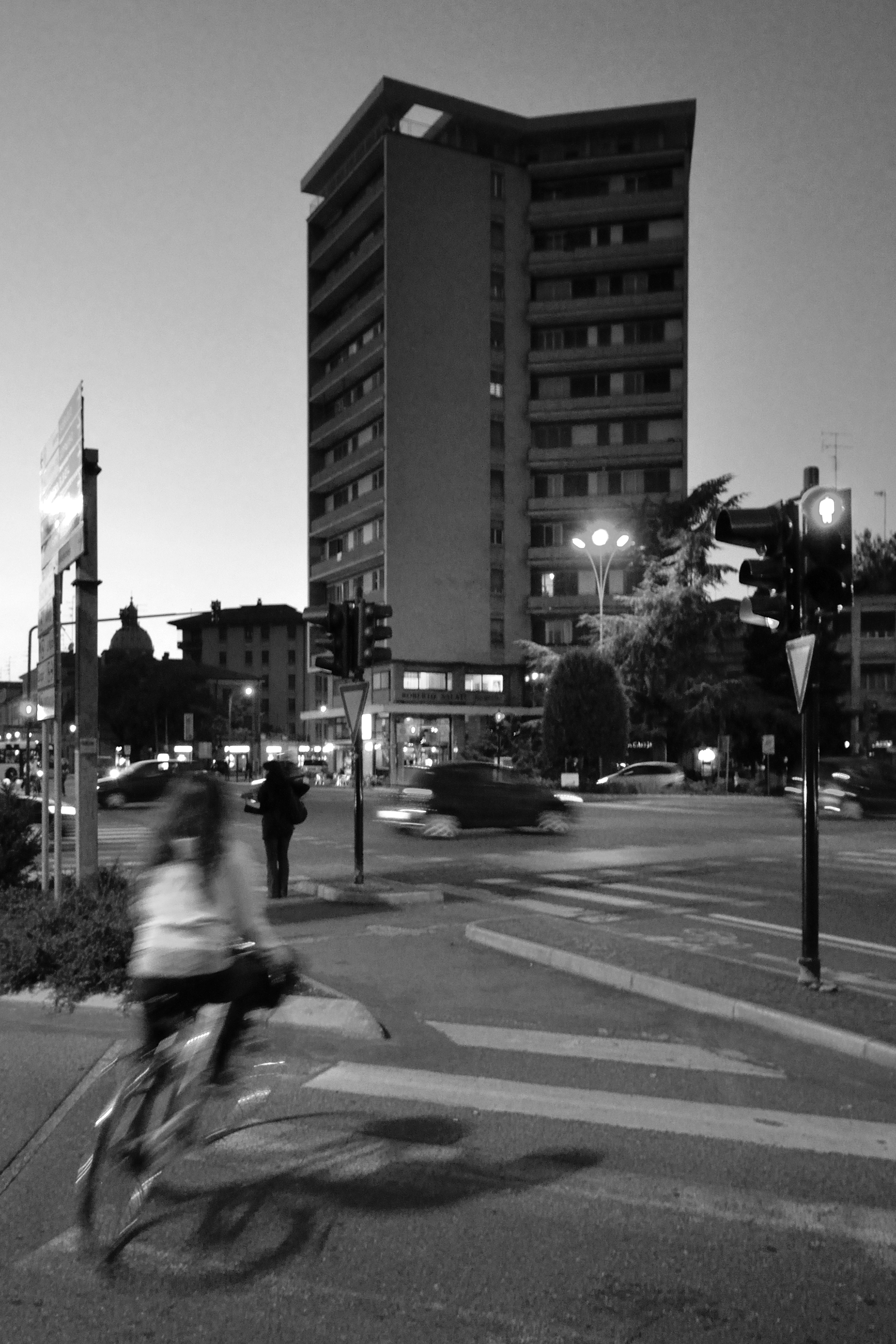
Grattacielo di porta San Pietro (CAIRE, 1952), simbolo della ricostruzione

## Reggio Emilia nel dopoguerra
Al termine della seconda guerra mondiale Reggio Emilia versava in condizioni estremamente difficili. I bombardamenti avevano raso al suolo le Reggiane, la stazione ferroviaria ed i quartieri limitrofi. La disoccupazione e la povertà affliggevano gran parte della popolazione. A peggiorare ulteriormente la situazione vi furono i licenziamenti di ben 2.100 dei 4.904 operai delle Reggiane, la principale realtà industriale della città e della provincia, che spinse i lavoratori ad occupare le fabbriche per 493 giorni. Nonostante le difficoltà strutturali ereditate dalla guerra, Reggio Emilia seppe risollevarsi grazie agli investimenti statali nella costruzione di importanti infrastrutture, come la nuova stazione ferroviaria o, e la rinascita di Negli anni del boom l'economia reggiana mutò drasticamente, passando da agricola ad industriale. Migliaia di famiglie contadine lasciarono i poderi e i villaggi dell'Appennino reggiano, per riversarsi in città e lavorare nelle fabbriche. Accanto a questa migrazione interna alla provincia se ne affiancò una seconda proveniente per lo più dalle province dell'Italia centrale e meridionale.
Negli anni del boom economico Reggio Emilia si trasformò da centro agro-industriale a città a forte caratterizzazione industriale. Accanto alla realizzazione da parte dello Stato di alcune infrastrutture strategiche come la stazione ferroviaria o l'autostrada A1, il sistema economico reggiano seppe svilupparsi attorno ad una particolare coesistenza tra grandi cooperative, espressione dei partiti, e di una fitta rete di piccole realtà industriali. L'espansione economica attirò in città migliaia di contadini provenienti dapprima dalle aree più depresse della provincia, come l'Appennino, seguiti a ruota da quelli provenienti dalle regioni dell'Italia centrale e meridionale.
Sull'onda della complessiva crescita economica vennero quindi realizzati nuovi interventi sociali, come il risanamento, già intrapreso alla fine degli anni trenta, di alcune aree del centro storico particolarmente degradate e caratterizzate dalla presenza di numerose case di tolleranza. In questa fase furono demoliti alcuni storici quartieri popolari come via Borgo Emilio e via Francotetto, nella zona di Santa Croce, e via San Martino e via Cavagni, nella zona di San Pietro. Questa fase di sviluppo della città fu però accompagnata anche da una pianificazione urbana dagli esiti controversi, da un lato vennero demoliti alcune aree o palazzi del centro, come i Portici della Trinità, dall'altro vennero progettati secondo i più moderni canoni architettonici nuovi quartieri di periferia come la Rosta Nuova. 
Il 7 luglio 1960, nel corso di una manifestazione contro la nascita del governo Tambroni, cinque operai reggiani, Lauro Farioli, Ovidio Franchi, Emilio Reverberi, Marino Serri, Afro Tondelli, tutti iscritti al PCI, furono uccisi dalle forze dell'ordine in quella che passò alla storia come la strage di Reggio Emilia e che fu immortalata dalla celebre canzone di Fausto Amodei, "Per i morti di Reggio Emilia".
Negli anni settanta Reggio vede sorgere il terrorismo legato alle Brigate Rosse. Da Reggio Emilia provenivano i terroristi Gallinari, Franceschini, Paroli, tutti iscritti alla FGCI e al PCI, poi passati alla clandestinità. Le Brigate Rosse reggiane traevano ispirazione, secondo Franceschini, dal mito della resistenza tradita e si ritenevano gli ideali continuatori della lotta partigiana.
Lo sviluppo economico porta ad una intensa emigrazione dal Sud Italia, in particolare dalla Calabria e dal paese di Cutro, con occupati prevalentemente nel settore edilizio.
Nella seconda metà degli anni 80 il benessere raggiunto con lo sviluppo dei principali settori produttivi portò Reggio ai primi posti nelle classifiche nazionali per livelli economici e di alcuni servizi (fra i quali spiccano gli asili comunali). Con l'apertura di nuove realtà imprenditoriali ed industriali giunse in città una seconda, numerosa, ondata migratoria, proveniente principalmente dall'Italia meridionale. Si segnala in questi anni il sensibile aumento della presenza della comunità di origine calabrese, e proveniente principalmente dai comuni crotonesi di Cutro ed Isola Capo Rizzuto impiegata soprattutto nell'edilizia. A partire dalla fine degli anni ottanta si registrò a Reggio Emilia anche l'arrivo dei primi immigrati extracomunitari, provenienti principalmente dai paesi del Nord Africa e dell'Europa dell'est.
Negli anni novanta la città continuò il suo sviluppo, evidenziata anche dal vertiginoso aumento della popolazione, grazie alla continua espansione del tessuto economico locale. L'importanza del distretto industriale reggiano ha poi favorito la realizzazione di nuove infrastrutture strategiche di rilevanza nazionale sul territorio come la stazione dell'Alta Velocità, l'unica presente lungo la linea tra Milano e Bologna. Sul piano culturale da segnalare nel 1998 l'apertura in città di quattro facoltà dell'Università di Modena e Reggio Emilia. In quello stesso decennio inizia in città una guerra di 'Ndrangheta che tra il 1992 ed il 2004 lascerà sul terreno una dozzina di morti. L'infiltrazione mafiosa nel tessuto economico reggiano, a lungo sottaciuta e sottovalutata, culminerà con la maxi operazione Aemilia del 28 gennaio 2015 che porterà all'arresto di 160 persone in sei regioni italiane.